# هاردين إي. تاليافيرو
هاردين إي. تاليافيرو (بالإنجليزية: Hardin E. Taliaferro)‏ هو كاتب أمريكي، ولد في 4 مارس 1811، وتوفي في 2 نوفمبر 1875.